# 保田賢也
保田 賢也（やすだ けんや、1989年3月29日 - ）は、日本の水球選手。ポジションはドライバー、センターバック。 身長182cm、体重77kg。所属事務所はトゥインクル・コーポレーション。

## 略歴
富山県富山市生まれ。富山県立富山北部高等学校、筑波大学卒業後、ブルボンウォーターポロクラブ柏崎のメンバーとして日本選手権優勝に貢献した。2014年4月14日の回よりフジテレビジョン「テラスハウス」のレギュラーメンバーとして出演。リオデジャネイロ五輪（2016年）男子水球日本代表。

## 出演

### テレビ番組
- テラスハウス（2014年4月 - 9月、フジテレビ） - テラスハウスメンバー

### ドラマ
- PJ 〜航空救難団〜（2025年4月24日 - 6月19日、テレビ朝日） - 横山圭祐 役[1]

### 舞台
- Regulation's High-Second-（2023年10月18日 - 22日、中目黒キンケロ・シアター） - 浅井 役[2][3]

## 書籍
- 写真集『AQUA』（2016年7月20日、ポニーキャニオン）[4]